# Музикална клавиатура
Музикалната клавиатура е набор от съседни натискащи се лостове или клавиши на музикален инструмент.
Клавиатурите обикновено съдържат клавиши за свирене на дванадесетте ноти от западната музикална гама, като комбинация от по-големи, по-дълги клавиши и по-малки, по-къси клавиши, които се повтарят на интервал от една октава. Натискането на клавиш на клавиатурата кара инструмента да издава звуци:
- чрез механично удряне на струна или зъбец (акустично и електрическо пиано, клавикорд)
- подръпване на струна (клавесин)
- генериране на въздушен поток през тръбен орган
- удар на камбана (карийон)
- електрически и електронни клавиатури на дигитално пиано, синтезатор.

Тъй като най-често срещаният клавишен инструмент е пианото, клавиатурната подредба често се нарича „клавиатура на пиано“.
- Музикалната клавиатура на концертен роял „Steinway“
- Клавесин с черни клавиши считано от до (до мажор музикална гама)